# Путята Вышатич
Путята Вышатич — киевский воевода, тысяцкий, сын Вышаты, воеводы великого князя Ярослава Владимировича, брат Яна Вышатича.
В 1099 году по приказу князя Святополка Изяславича Путята и Святослав Давыдович разбили рать князя Давыда Игоревича.
В 1100 году на съезде в Уветичах Путята объявил Давыду Игоревичу волю Святополка. В 1104 году Путята командовал войсками Святополка в войне против Глеба Минского. Эта война завершилась безрезультатно для обеих сторон.
В 1106 году ходил на половцев с братом Яном и Иваном Захарьичем побил их около Заречска, отняв у них «полон».
По смерти киевского князя Святополка Изяславича в 1113 году в Киеве вспыхнуло народное восстание, и киевляне разгромили двор Путяты.